# Karpin (województwo łódzkie)
Karpin – wieś w Polsce położona w województwie łódzkim, w powiecie łódzkim wschodnim, w gminie Brójce. 

## Historia
Wieś powstała około 1576 i początkowo nazywała się Zarzecze, gdyż leży za rzeką Miazgą.
Nazwa Karpin pojawiła się w 1593 prawdopodobnie od rzeki Karpiówka, która obfitowała w karpie. Przez wieś prowadziła tzw. droga napoleońska od Rzgowa koło młyna w Kotlinach i przez Karpin.
Po rozbiorach Polski miejscowość znalazła się w zaborze rosyjskim i leżała w Królestwie Polskim. W XIX-wiecznym Słowniku geograficznym Królestwa Polskiego wymieniona jest jako wieś, osiedle młynarskie i osada karczmarska leżące w powiecie łódzkim w gminie Czarnocin i parafii Kurowice. W 1827 w miejscowości znajdowało się 11 domów zamieszkiwanych przez 114 mieszkańców. W 1882 stały 24 domy z 198 mieszkańcami. Wieś liczyła w sumie 612 mórg powierzchni w tym 546 gruntów ornych. Osiedle młynarskie liczyło 67 mórg, 2. domy oraz 19 mieszkańców. Osada karczmarska liczyła 2 morgi i stał na niej 1 dom. Miejscowość była własnością rządową.
W latach 1975–1998 miejscowość administracyjnie należała do ówczesnego województwa łódzkiego.